# Aelurillus v-insignitus
Aelurillus v-insignitus este o specie de păianjeni săritori. Păianjenul are lungime de 4–7 mm, culoare variază de la negru la maro și gri.

## Etimologie
Numele speciei provenit de la latinescul insignitus, adică „semnat”, referindu-se la desenul în forma literei V.

## Descriere
Mascul prezintă pe partea anterioară a prosomei un model în forma literei V de culoare maronie care se evidențiază de restul corpului mai întunecat. Femela este pestriță, corpul fiind acoperit cu pete brune, gri și negre. Colorația oferă un excelent camuflaj.

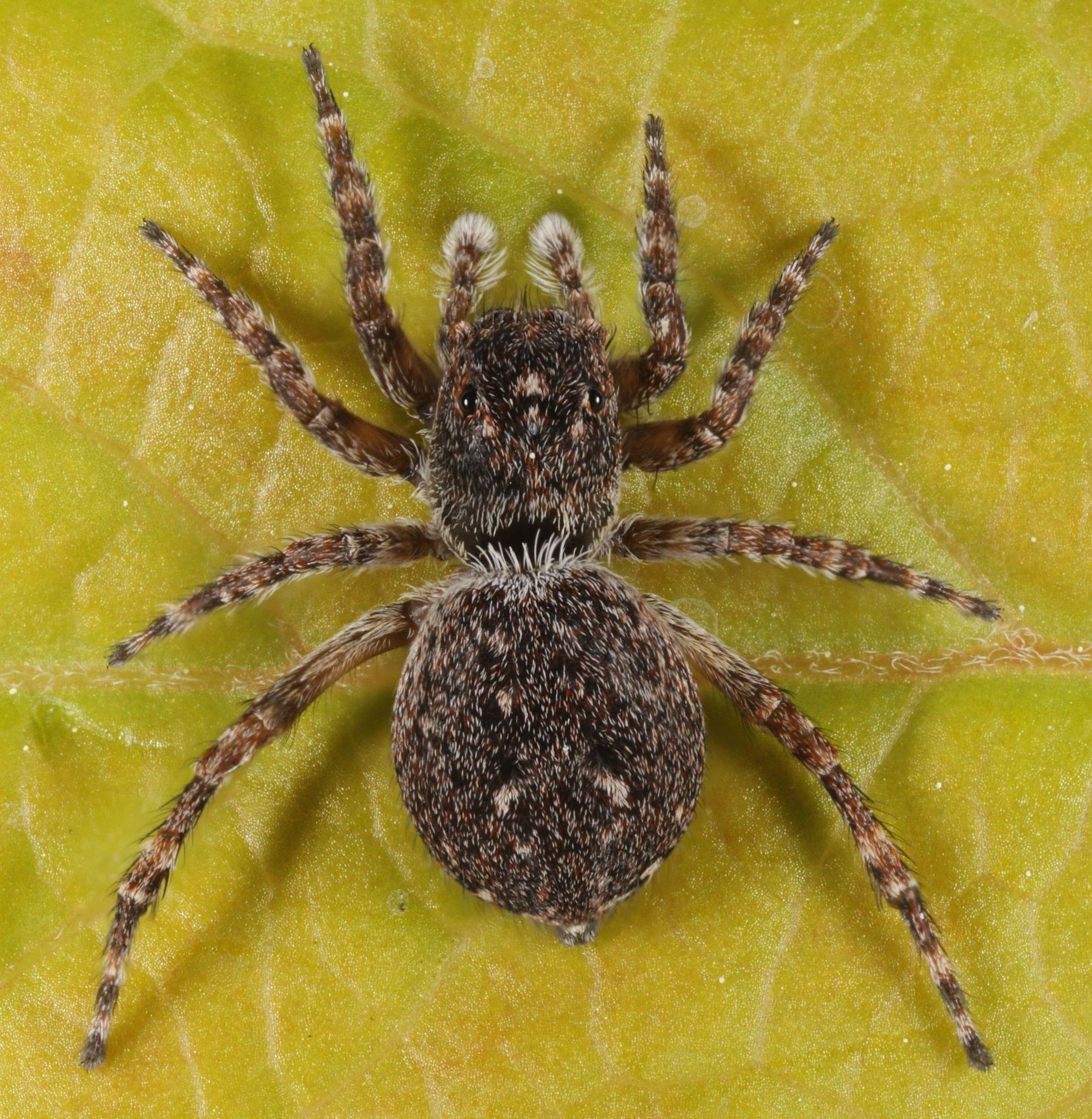
Femeie adultă
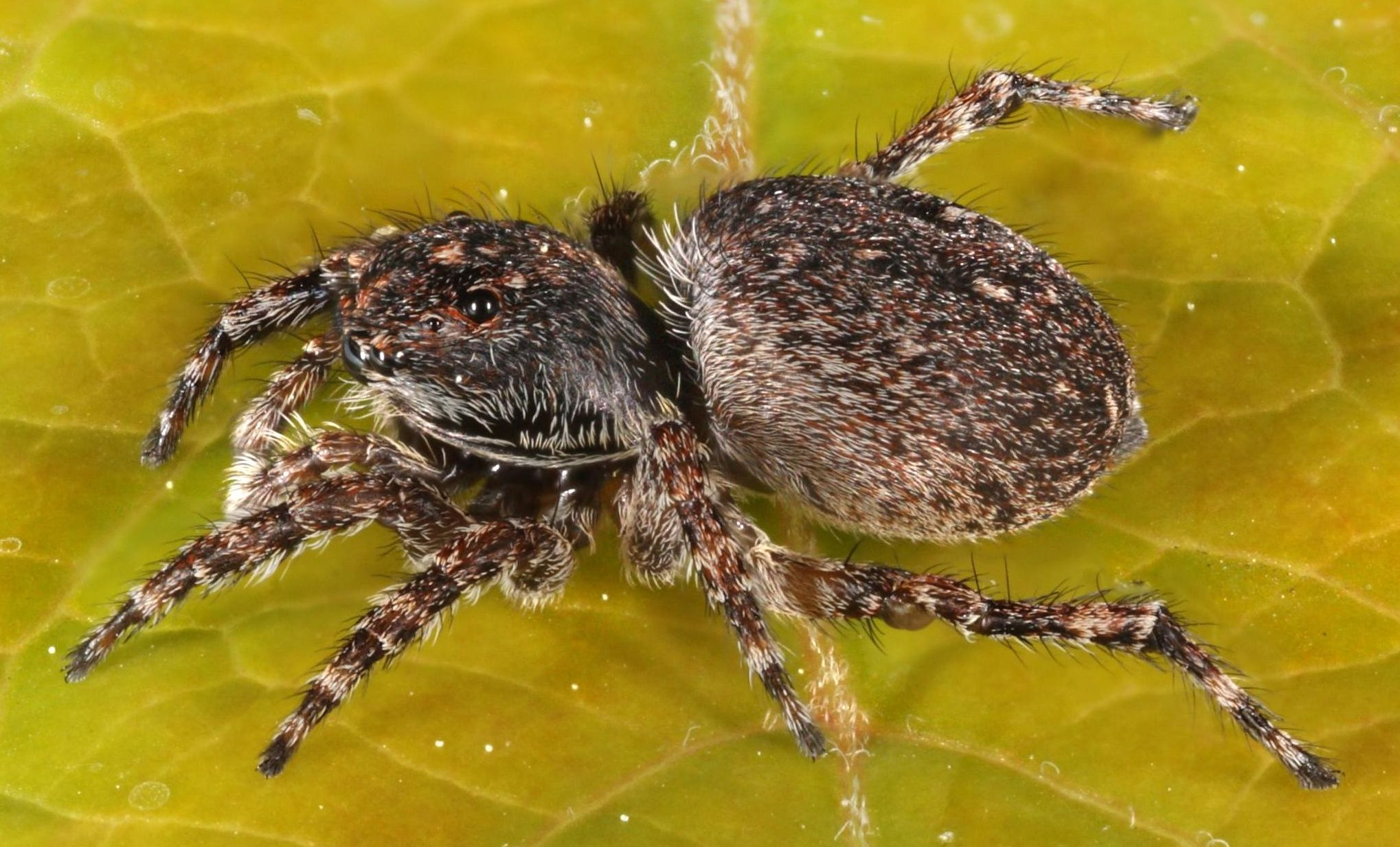
Femeie adultă
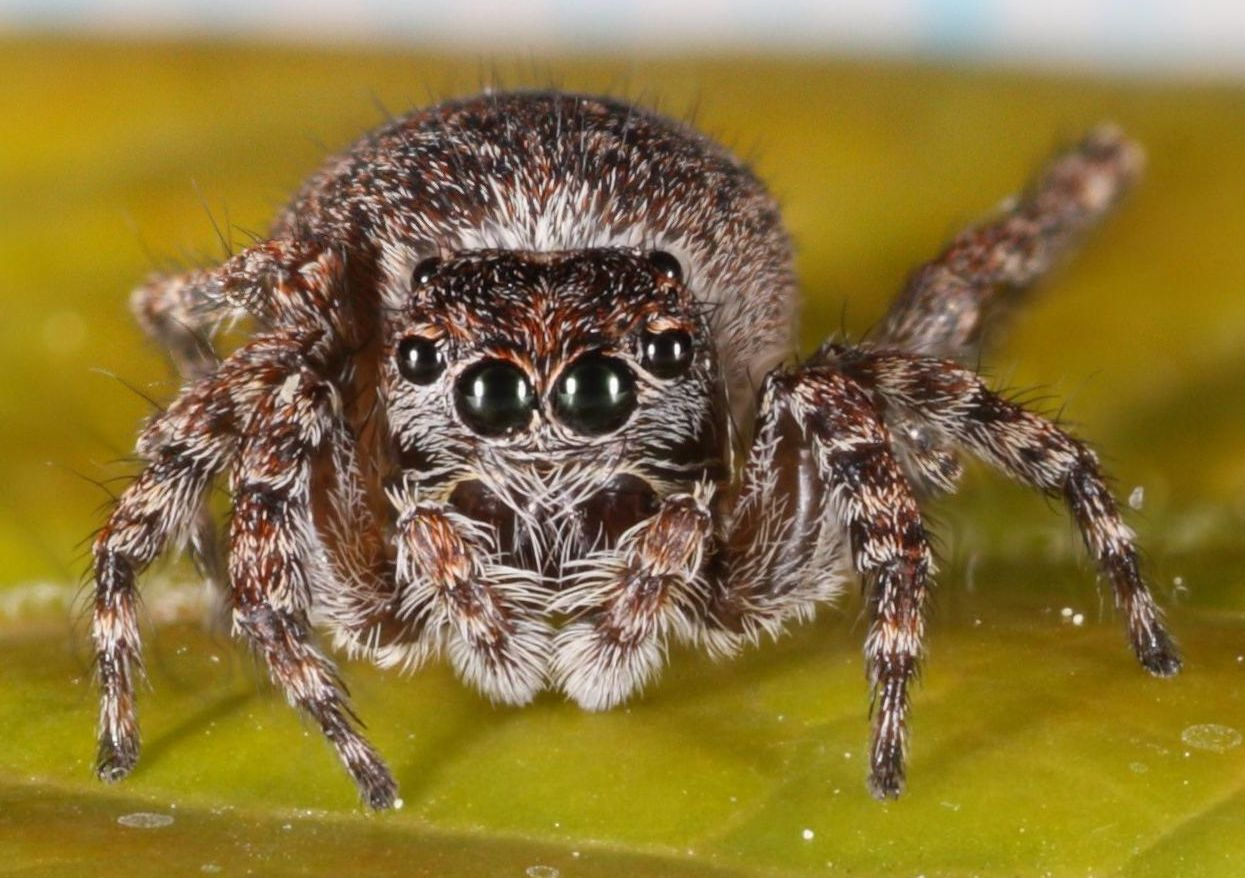
Femeie adultă

## Ecologie
Ca și ceilalți păianjeni din familia Salticidae, vânează prada executând sărituri.

## Răspândire
Are o distribuție palearctică. Este singura specie din genul Aelurillus răspândită în nord-vestul Europei.

## Subspecii
- Aelurillus v-insignitus morulus Simon, 1937 — Franța
- Aelurillus v-insignitus obsoletus Kulczynski, 1891 — Europa de Vest